# Catathyridium grandirivi
Espèce
Catathyridium grandirivi est une espèce de poissons plats de la famille des Achiridae.